# Fairport Live Convention
Albums de Fairport Convention
Nine
(1973) Rising for the Moon
(1975)
Fairport Live Convention est le premier album en concert du groupe de folk rock britannique Fairport Convention. Il est sorti en 1974 sur le label Island Records.
Il rassemble des morceaux enregistrés en décembre 1973 dans deux salles londoniennes, le Rainbow Theatre et les Fairfield Halls, ainsi que d'autres qui proviennent des concerts donnés par le groupe à l'opéra de Sydney en janvier 1974. Ces dates voient le retour au sein du groupe de la chanteuse Sandy Denny, qui l'avait quitté en 1969. La même formation enregistre l'album studio Rising for the Moon.
Il est édité aux États-Unis sous le titre A Movable Feast, avec une pochette différente.

## Fiche technique

### Chansons
| 1. | Matty Groves      | traditionnel arrangé par Fairport Convention |  |
| 2. | Rosie             | Dave Swarbrick (en)                          |  |
| 3. | Fiddlestix        | traditionnel arrangé par Fairport Convention |  |
| 4. | John the Gun      | Sandy Denny                                  |  |
| 5. | Something You Got | Chris Kenner (en)                            |  |

| 6. | Sloth                  | Richard Thompson, Dave Swarbrick                                  |  |
| 7. | Dirty Linen            | traditionnel arrangé par Dave Swarbrick                           |  |
| 8. | Down in the Flood (en) | Bob Dylan                                                         |  |
| 9. | Sir B. MacKenzie       | Dave Swarbrick, Richard Thompson, Simon Nicol (en), Dave Mattacks |  |

La réédition remasterisée de Fairport Live Convention parue en 2005 chez Island Records inclut cinq titres bonus.
| 10. | The Hexhamshire Lass | Bob Davenport (en) et traditionnel arrangé par Fairport Convention | 4:09  |
| 11. | Polly on the Shore   | traditionnel arrangé par Dave Swarbrick et Trevor Lucas            | 5:12  |
| 12. | Bring 'Em Down       | Trevor Lucas                                                       | 11:39 |
| 13. | Far from Me          | John Prine                                                         | 3:16  |
| 14. | That'll Be the Day   | Jerry Allison (en), Buddy Holly, Norman Petty                      | 3:19  |

### Musiciens
- Sandy Denny : chant, piano
- Dave Swarbrick (en) : chant, violon
- Dave Pegg : basse
- Dave Mattacks : batterie
- Trevor Lucas : chant, guitare acoustique
- Jerry Donahue : chant, guitare électrique

### Équipe de production
- Trevor Lucas : producteur
- John Wood (en) : producteur, ingénieur du son
- Phil Benton, Roger Proctor : mixage
- Stephen Westlund : photographie
- Dave Mattacks, Fabio Nicoli Associates : conception de la pochette